# TDK MA

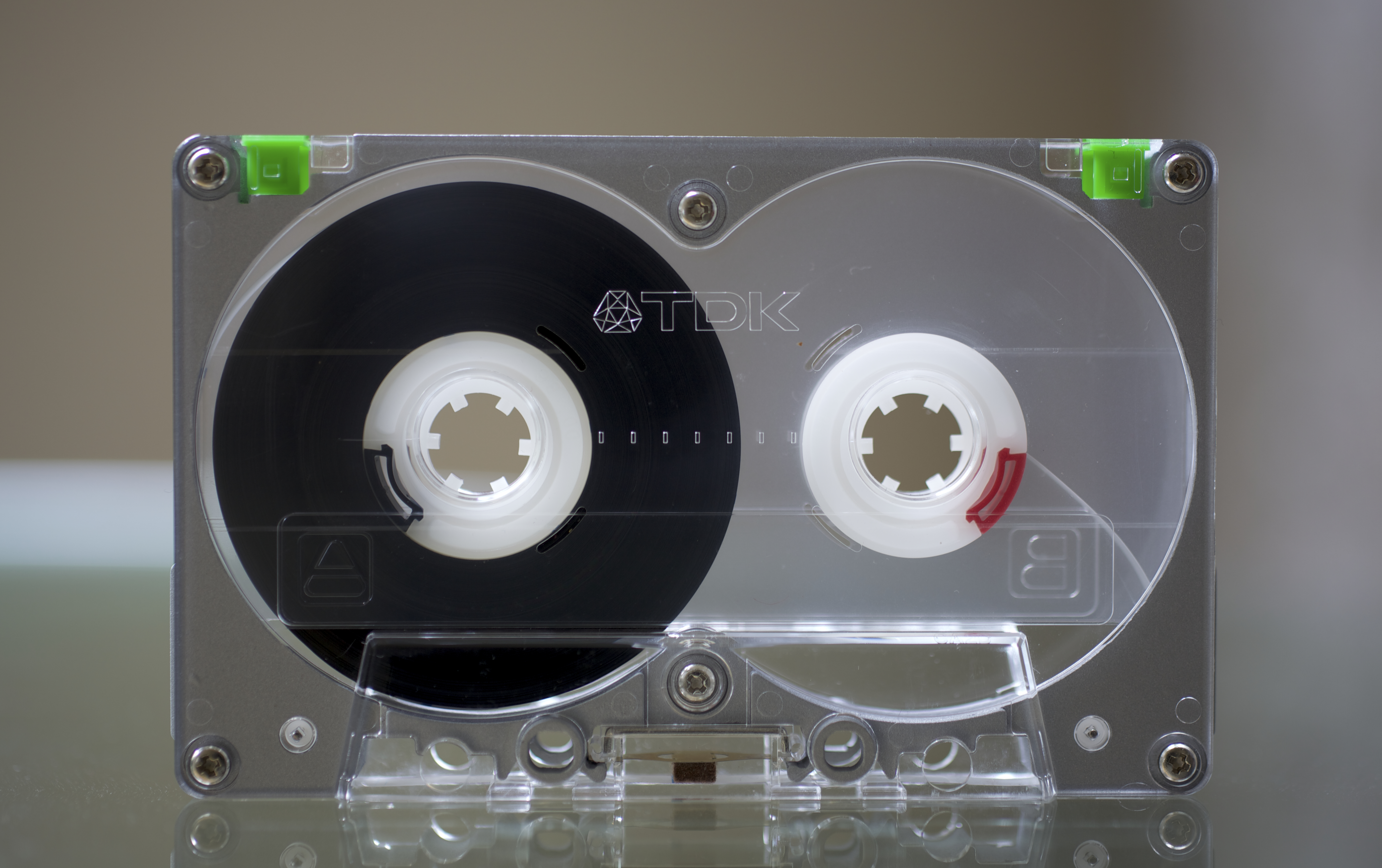
1979年5月から1981年9月まで発売された初代TDK MA-R
（画像は1980年7月以降の後期ロットの製品）

MA（エムエー、メタル・アロイ、Metal Alloy）は、かつてTDK（1983年〈昭和58年〉2月28日以前は東京電気化学工業名義）が1979年（昭和54年）4月から2001年（平成13年）12月まで製造・出荷していたメタルポジション（IEC TYPE IV）用コンパクトカセットテープの商品名。
本項では便宜上、下記の派生製品・後継製品についても記述する。
MA-R
MA-X
MA-XG
MA-XG Fermo
MA-EX

## 概要・製品

### MA
1979年7月1日発売。TDKの標準クラスのメタルポジション用コンパクトカセットテープとして発売。磁性体には後述するMA-R同様、当社が開発したメタルパウダー「ファイナビンクス」（FINAVINX）が採用されている。発売開始当初は後述するMA-R同様、46分用と60分用のみの発売だったが1980年（昭和55年）3月1日には90分用が追加された。同年7月に製品の一部仕様変更を実質し、カセットハーフ上面にメタルポジション対応のオートテープセレクター用の検出孔が付くようになった。その後、数回の改良を経て、1998年（平成10年）9月に後述するMA-EXと入れ替わる形で製造・出荷・販売終了。

### MA-R → MA-XG
1979年5月10日、上記のMAに先行する形で発売。カセットハーフが透明樹脂とアルミダイキャストを用いた3ピース構造を用いたRSメカニズムを採用した重厚感のあるカセット。こちらも46分テープのみラージハブが採用されている。そのため、標準価格も1,750円（1979年3月当時）とかなり高価である。発売当初は46分用と60分用の製品のみの発売だったが上記のMA同様、1980年3月には90分用の製品が追加されたのに伴い標準価格を改定、更に同年7月に製品の一部仕様変更を実施し、カセットハーフ上面にメタルポジション対応のオートテープセレクター用の検出孔が付くようになった。その後、1981年（昭和56年）5月、および1983年（昭和58年）8月の各種一部改良を経て、1985年（昭和60年）10月の全面改良に伴い、商品名をMA-XGに改称したのち、1990年3月に後述するMA-XG Fermo（日本国外：2代目MA-XG）と入れ替わる形で製造・出荷終了となった。

### MA-X
1985年10月中旬発売。当初は従来のMA（3代目）に代わる製品として開発・発売されたが、1988年（昭和63年）4月にMAが4代目としてラインアップに復活したのに伴い初の全面改良を実施。事実上4代目MAの上位製品として発売されたものの、1990年（平成2年）3月を以て5代目MAに統合される形で製造・出荷終了となった。

### MA-XG Fermo（フェルモ）

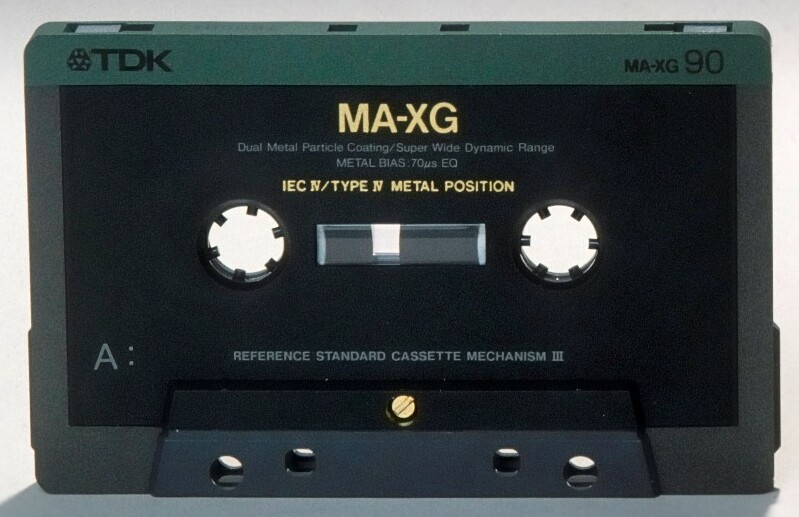
海外市場では2代目MA-XG名義で発売されたMA-XG Fermo

1990年3月中旬発売。先述のMA-XGの後継かつ、最終形態となるシリーズ最上位の製品。従来品のMA-XG（←MA-R）と大きく異なり、MAシリーズ史上初にして唯一の二層塗り構造のファイナビンクス磁性体が採用されているほか、業界初の5ピースの多重構造によるRS-Ⅲメカニズムを採用したカセットハーフが用いられ、材質にはセラミックのほか、ガラス繊維強化黒色樹脂が採用された。この他の特徴として、テープパス周辺の重量を増加させたサウンドスタビライザーウエイトや高充填型ガイドブロックも採用された。また、50分テープ以下の短尺テープに採用されがちなラージハブは設計段階から採用されていない。標準価格も従来のMA-XGより更に高価であったほか、その直後のDATやMDなどの各種デジタルオーディオ系のハードウェア・記録メディアの台頭・普及・低価格化に太刀打ちできず、1996年（平成8年）2月に製造・出荷終了。なお、当製品のサブネームであるFermoの商標は日本市場限定であり、海外市場では2代目MA-XGとして発売された。

### MA-EX（エクステンデッド、EXtended）
1998年（平成10年）9月中旬発売。MA、およびCDing METAL、DJ METALをそれぞれ統合した製品で、事実上、TDK最後にして日本ブランド（≒メーカー）製最後のメタルテープである。先代のMAに対し、若干のコストダウンが図られた。発売当初は日本国内で製造されていたが、1999年（平成11年）8月以降の製造ロットの製品よりパンケーキ（磁気テープ本体）を除き製造・出荷はタイで行われた（いわゆる海外生産）。2001年12月までに製造・出荷終了を経て、2007年（平成19年）12月までに流通在庫が完売。これによりMAの商標は名実共にシリーズ通算28年の歴史に幕を下ろすこととなった。